# 부산광역시북부교육지원청
부산광역시북부교육지원청(釜山廣域市北部敎育支援廳, Busan Bukbu Office of Education)은 부산광역시 북구, 사상구, 강서구를 관할하는 부산광역시교육청 산하의 교육지원청이다.
교육장은 장학관으로 보한다.

## 산하기관

### 북구
초등학교
| - 구남초등학교 - 구포초등학교 - 금곡초등학교 - 금명초등학교 - 금창초등학교 - 대천리초등학교 | - 덕성초등학교 - 덕양초등학교 - 덕천초등학교 - 만덕초등학교 - 명덕초등학교 - 명진초등학교 - 백산초등학교 | - 백양초등학교 - 상학초등학교 - 신금초등학교 - 신덕초등학교 - 신천초등학교 - 양덕초등학교 - 양천초등학교 | - 와석초등학교 - 용수초등학교 - 포천초등학교 - 학사초등학교 - 화명초등학교 - 화잠초등학교 - 화정초등학교 |

중학교
| - 가람중학교 - 구남중학교 - 구포중학교 - 금곡중학교 | - 금명중학교 - 대천리중학교 - 덕천여자중학교 - 덕천중학교 | - 만덕중학교 - 명진중학교 - 백양중학교 - 신덕중학교 | - 양덕여자중학교 - 용수중학교 - 화명중학교 - 화신중학교 |

### 사상구
초등학교
| - 감전초등학교 - 괘법초등학교 - 구학초등학교 - 덕상초등학교 - 덕포초등학교 - 동궁초등학교 - 동주초등학교 | - 모덕초등학교 - 모동초등학교 - 모라초등학교 - 모산초등학교 - 사상초등학교 - 삼덕초등학교 - 서감초등학교 | - 엄궁초등학교 - 주감초등학교 - 주양초등학교 - 주학초등학교 | - 창진초등학교 - 학장초등학교 - 학진초등학교 |

중학교
| - 덕포여자중학교 - 동주중학교 - 모동중학교 | - 모라중학교 - 삼락중학교 - 신라중학교 | - 엄궁중학교 - 주감중학교 - 주례여자중학교 | - 주례중학교 - 학장중학교 |

### 강서구
초등학교
| - 가락초등학교 - 남명초등학교 - 녹명초등학교 - 눌차초등학교 - 대사초등학교 - 대상초등학교 | - 대저중앙초등학교 - 대저초등학교 - 덕두초등학교 - 명지초등학교 - 명호초등학교 - 배영초등학교 | - 삼광초등학교 - 세산초등학교 - 송정초등학교 | - 신호초등학교 - 천가초등학교 |

중학교
| 명지중학교 - 가락중학교 - 경일중학교 | - 낙동중학교 - 녹산중학교 | - 대저중학교 - 덕문중학교 | - 명호중학교 |

## 같이 보기
- 대한민국 교육부
- 부산광역시남부교육지원청
- 부산광역시교육청